# Rauvolfia littoralis
Rauvolfia littoralis är en oleanderväxtart som beskrevs av Henry Hurd Rusby. Rauvolfia littoralis ingår i släktet Rauvolfia och familjen oleanderväxter. Inga underarter finns listade i Catalogue of Life.